# Heliasteridae
De Heliasteridae zijn een familie van zeesterren uit de orde Forcipulatida.

## Geslachten
- Heliaster Gray, 1840
- Labidiaster Lütken, 1872